# Prochnyanthes
Prochnyanthes é um género botânico pertencente à família agavaceae.

## Espécies
- Prochnyanthes bulliana
- Prochnyanthes mexicana
- Prochnyanthes viridescens

1. ↑  «Prochnyanthes — World Flora Online». www.worldfloraonline.org. Consultado em 19 de agosto de 2020